# デダロ (空母)
| 貸与当時の本艦 |                                 |                                 |
| 艦歴           |                                 |                                 |
| 発注           | 1977年6月29日                   | 1977年6月29日                   |
| 起工           | 1942年3月16日                   | 1942年3月16日                   |
| 進水           | 1943年4月4日                    | 1943年4月4日                    |
| 就役           | 1943年7月24日                   | 1943年7月24日                   |
| 貸与           | 1967年8月30日                   | 1967年8月30日                   |
| 購入           | 1972年                          | 1972年                          |
| 除籍           | 1989年8月                       | 1989年8月                       |
| その後         | 博物館へ転用のため寄贈後、解体  | 博物館へ転用のため寄贈後、解体  |
| 性能諸元       |                                 |                                 |
| 排水量         | 基準排水量                      | 13,000t                         |
| 排水量         | 満載排水量                      | 16,185t                         |
| 全長           | 189.9m                          | 189.9m                          |
| 全幅           | 22m                             | 22m                             |
| 吃水           | 8.5m                            | 8.5m                            |
| 飛行甲板       | 全長                            | 168m                            |
| 飛行甲板       | 全幅                            | 22m                             |
| 格納庫         | 全長                            | 70m                             |
| 格納庫         | 全幅                            | 13m                             |
| 機関           | 蒸気タービン（100,000hp） 4軸   | 4基                             |
| 速力           | 31ノット                        | 31ノット                        |
| 航続距離       | 7,500海里（巡航速度：12ノット） | 7,500海里（巡航速度：12ノット） |
| 乗員           | 1,112名                         | 1,112名                         |
| 武装           | 40mm機関砲                      | 26門                            |
| 搭載機         | ハリアー                        | 計33機                          |
| 搭載機         | ヘリコプター                    | 計33機                          |

デダロ (Dédalo) は、スペイン海軍の航空母艦（軽空母）。元は、アメリカ海軍のインディペンデンス級航空母艦「カボット」である。艦名のDédaloとは、ギリシア神話のダイダロスをあらわすスペイン語で、スペイン海軍の艦艇としては水上機母艦兼気球母艦「デタロ」に続いて2代目。木製甲板ながら、世界初のハリアーを運用した航空母艦である。

## 概要

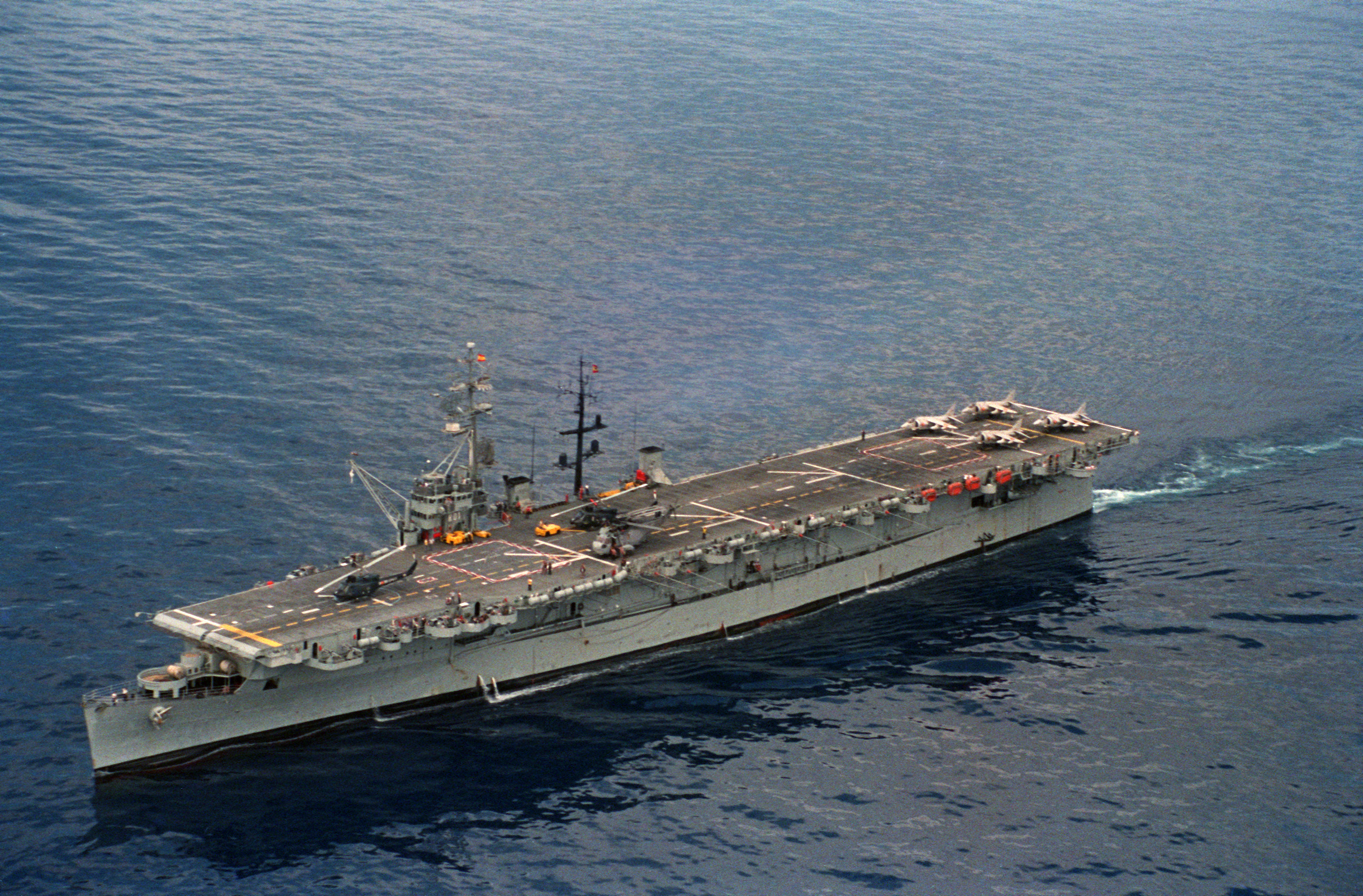
ハリアーを搭載した「デダロ」

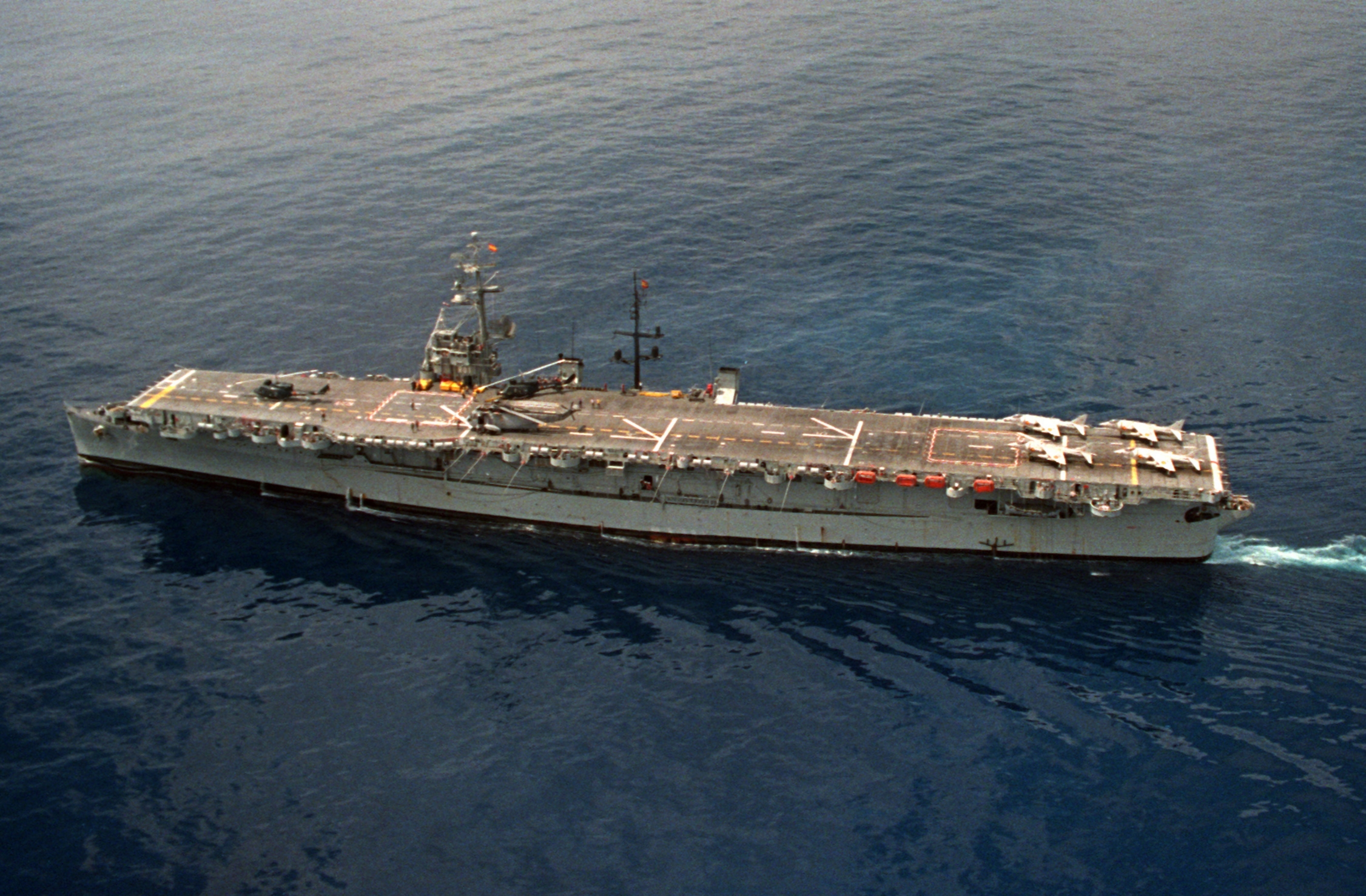
SH-3 シーキングを載せた「デダロ」

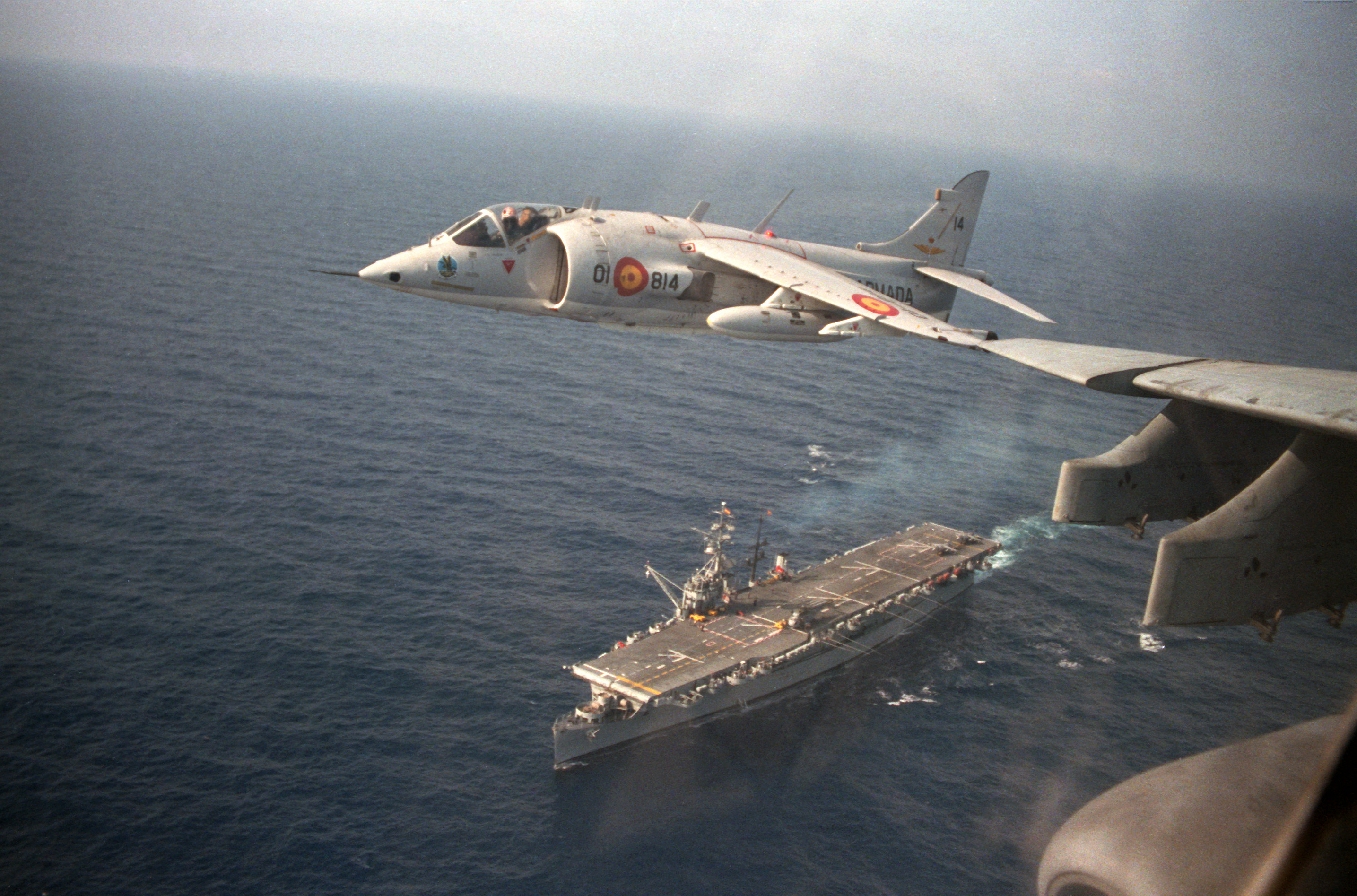
1988年に撮られた「デダロ」

12年間もアメリカでモスボール化されていた「カボット」を、1967年にアメリカから5年の予定で貸与され対潜空母として運用された。1972年11月8日、世界で初めてハリアーの搭載試験に成功した。貸与は1972年に売却に変更された。1972年の試験後、「デダロ」のオーバーホール時に、AV-8S マタドール（AV-8A ハリアーのスペイン海軍仕様）を注文し配備が決定された。垂直着陸時のハリアーの下降気流が木製甲板に損害を与えたため、保護金属被覆を飛行甲板後半に設置。第1陣の6機のAV-8S単座機と2機のTAV-8Sの複座機は1976年にスペインに到着。第2陣のAV-8S 4機は1980年に到着。ハリアーを搭載する他の空母と異なり、STOVL(短距離離陸垂直着陸)を補助するスキージャンプ台は作られなかった。その代わりハリアーの最大離陸重量を制限した。
通常は、対潜を担う4機の哨戒ヘリコプターSH-3、電子戦を兼務する4機のAB-204/AB-212、そしてさらに1グループのヘリコプター（対潜空母として活動していた1976年までは、4機の輸送ヘリコプターCH-19。他に海軍の攻撃ヘリコプターAH-1G コブラなど）とハリアーの4グループからなる航空機を搭載しており、最大では、7グループまでの搭載が可能となっていた。配備期間を通してデダロは300,000マイル、1,650日の航海を記録し30,000の離着陸を記録した。事故により1機のAV-8Aと3機のヘリコプターAB-212ASWを失った。
「プリンシペ・デ・アストゥリアス」の就役までスペイン海軍の旗艦を務め、1989年8月に除籍された。その後、博物館船への転換を目的とするアメリカの民間団体へ無償で譲渡されたが、目的を果たすことなく解体された。